# Comet Rendezvous Asteroid Flyby

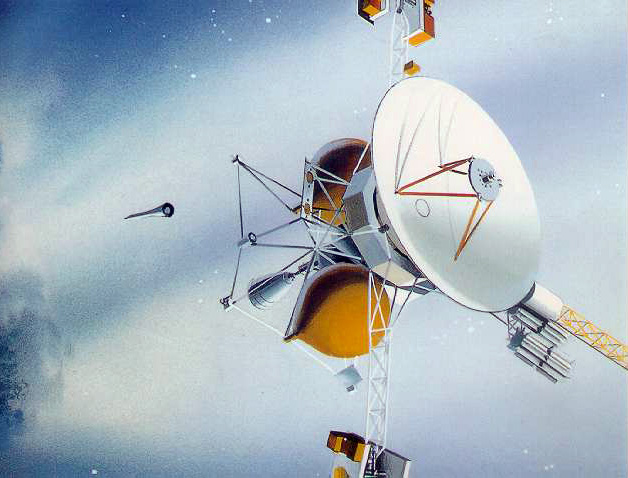
Concepção artística do CRAF.

O Comet Rendezvous Asteroid Flyby (CRAF) foi um plano de missão exploratória cancelada pela NASA projetado pelo Laboratório de Propulsão a Jato, durante o final da década de 1980 e início de 1990, que planejava enviar uma sonda espacial com destino a um asteroide, e depois efetuar um encontro com um cometa e voar ao lado dele por quase três anos. O projecto acabou por ser cancelado devido ao teto orçamentário; a maior parte do dinheiro que seria destinado a essa sonda foi redirecionado para sua sonda espacial gêmea, Cassini-Huygens, com destino ao planeta Saturno, para que o projeto pudesse sobreviver aos cortes de orçamento do Congresso dos Estados Unidos. A maioria dos objetivos científicos projetados para o CRAF posteriormente foram realizados pela espaçonaves menores da NASA, a Stardust e Deep Impact, e o resto está atualmente sendo realizado pela missão da ESA Rosetta.

## Missão
A sonda seria dedicada ao estudo do cometa Kopff e também a vários asteroides. Estava programa para a sonda fazer um trajeto com auxílio da gravidade de Marte - Terra - Terra para chegar ao cometa e voar ao lado dele por três anos. Pelo caminho sobrevoaria os asteroides 88 Thisbe, 19 Fortuna e 1084 Tamariwa. O CRAF estudaria a atividade do cometa quando ele se aproximasse do Sol, ajustando sua órbita para ficar em sua cauda para coletar amostras de poeira e analisá-las com espectrômetros. Na parte final da missão da sonda ela tentaria pousar na superfície do cometa.